# Università di Nantes
L'Università di Nantes (in francese: Université de Nantes) è un'istituzione accademica francese, situata tra il capoluogo loreno e città satelliti. È attiva nella sua forma attuale attraverso un decreto del 29 dicembre 1961, ma trova la sua origine nell'università della Bretagna, fondata il 4 aprile del 1460 dal duca Francesco II, e sciolta al tempo della Rivoluzione francese.

## Storia

### L'università medievale

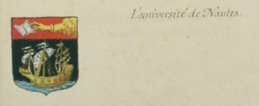
Blasone storico dell'università a Nantes (XVII-XVIII secolo)

L'università della Bretagna fu fondata per influenza di Bertrand Milon, dall'iniziativa del duca Francesco II, e riconosciuta grazie alla bolla pontificia del papa Pio II, promulgata a Siena.